# Basohli

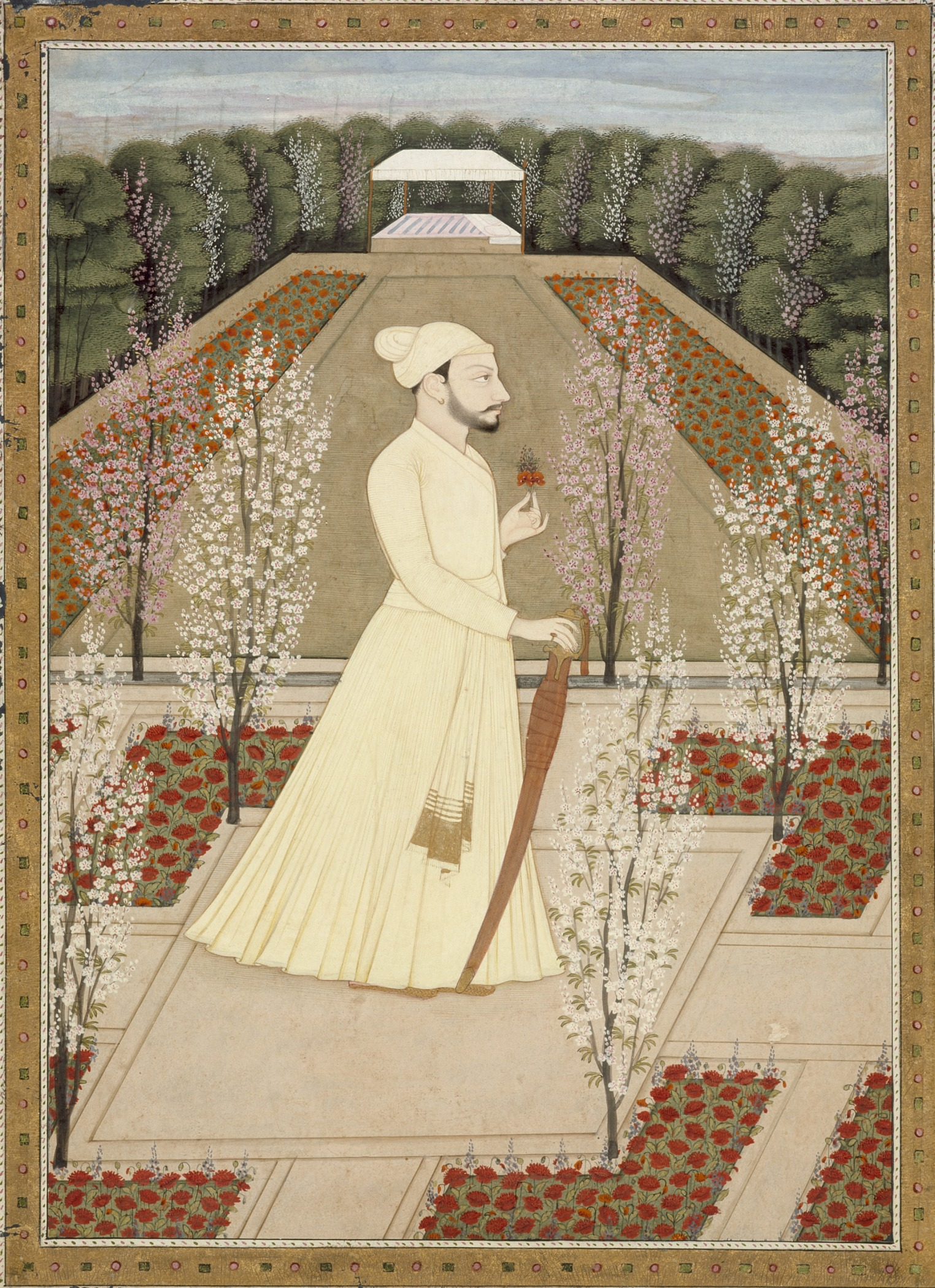
Raja Amrit Pal (1757-1776) de Basohli

Basohli és una comarca de Caixmir sota administració índia, a la vora del riu Ravi. La capital és Basohli a 32° 33′ N, 75° 28′ E / 32.550°N,75.467°E on hi ha un palau del maharaja de Caixmir i abans dels rages locals, i una fortalesa medieval.
Basohli fou un estat independent sota un raja local. Segons la tradició fou fundat vers el 750 per Bhog Pal, fill del raja de Kullu. Aal segle xi un fill del raja Trailoka Pal (1028-1041) de nom Tokh Pal, va rebre en herència el jagir d'Hatetar mentre el seu germà gran Tunga Pal heretava Basohli; Tokha es va revoltar contra el seu germà però fou derrotat mercès a l'ajut que aquest va rebre del nawab de Lahore; finalment es va fer la pau i un terç de l'estat li fou assignat i va fundar l'estat de Bhadu vers 1045/1050. Tunga Pal va conservar la resta i fou succeït pel seu fill Kalas Pal. El 1725 va pujar al tron Medini Pal que era jove (nascut vers 1717 però segurament una mica abans) i el 1737 amb uns 18 (potser 20 o 25) anys va envair Chamba i va derrotar el raja d'aquest estat, annexionant les parganes de Jundh i Balai, però va morir molt jove el 1736. El seu fill, Ajit Pal, que havia de ser molt jove, va annexionar l'estat de Bhadu, amb ajut del raja de Jammu, probablement vers el 1755; va morir el 1757 i el va succeir el seu fill Amrit Pal que devia tenir uns 10 anys (es va casar el 1759, quan tindria 12 anys) que va construir el palau reial de Basohli i va morir el 1776 a Benarés i el va succeir el seu fill Vijay Pal que va perdre l'estat el 1782 davant Raj Singh de Chamba, sent restaurat finalment contra el pagament d'un lakh de rúpies. El seu fill Mahendra Pal va embellir el palau de Basohli al que va afegir el Rang Mahal i el Shish Mahal; va morir el 1813 a Amritsar i el va succeir el seu fill Bhupendra Pal de 7 anys; el 1826 l'estat va passar a ser vassall i tributari del maharajah Ranjit Singh de Jammu. El jove príncep va morir a Amritsar el 1834 deixant un fill pòstum (nascut el 17 de desembre de 1834) que el va succeir, de nom Kalyan Pal (1834-1846); dos anys després (1836) l'estat fou convertit en jagir per Hira Singh de Jammu; el març de 1846 l'estat fou transferit al maharaja Ghulab Singh de Jammu i es va concedir una pensió als antics rages de 3000 rúpies.

## Llista de governants
- Bhupat Pal 1598-1635
- Sangram Pal (fill) 1635-1673
- Hindal Pal (germà) 1673-1678
- Kirpal Pal (fill) 1678-1693
- Dhiraj Pal (fill?) 1693-1725
- Medini Pal (fill) 1725-1736
- Ajit Pal (fill) 1736-1757
- Amrit Pal (fill) 1757-1776
- Vijay Pal (fill) 1776-1806
- Mahendra Pal (fill) 1806-1813
- Bhupendra Pal (fill) 1813-1834
- Kalyan Pal (fill) 1834-1846
- A Jammu 1846 (tributari 1826, jagir 1836)